# Szent Miklós-fatemplom (Oláhfodorháza)
A oláhfodorházi Szent Miklós-fatemplom műemlékké nyilvánított épület Romániában, Szilágy megyében. A romániai műemlékek jegyzékében az  SJ-II-m-A-05054 sorszámon szerepel.